# Llista de ciutats dels vascons
Aquesta és una llista de ciutats dels vascons:

## Alabona
Alabona, Alavona o Alaouna fou una antiga ciutat dels vascons, potser l'actual Alagó, a prop ja de Saragossa (en un pla entre l'Ebre i el Jalón), car aquí la situa l'itinerari d'Antoní, encara que sembla més probable que es tracti d'una ciutat homònima probablement a l'oest de Pamplona. Claudi Ptolemeu indica que es tracta d'una ciutat en la qual residien els pretors en les seves visites a la zona.

## Alantone
Alantone o Allantone fou una antiga ciutat dels vascons, que correspon a l'actual Atondo, al municipi d'Iza o Hissa, entre Sarasa i Erice i al nord-oest de Pamplona. Estava situada entre les antigues Aracilum i Pompelon i fou una mansió de la via romana.

## Andelos

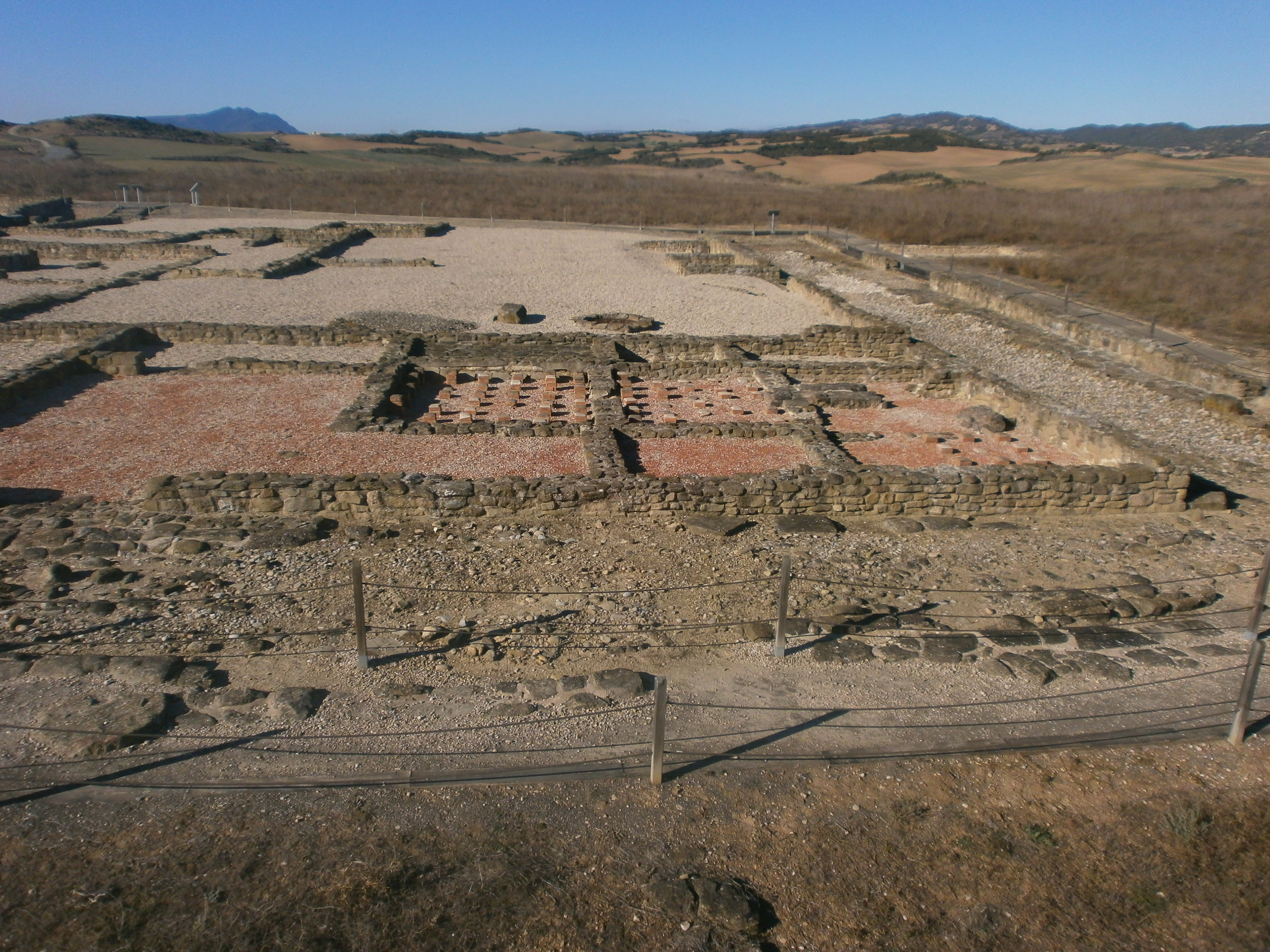
Andelos

Andelos fou una antiga ciutat dels vascons a la plana actual d'Arquedas o Arguedas al sud de Mendigorría (situada aquesta al sud de Pamplona), on es poden veure unes ruïnes romanes, i que constituïa una ciutat dedicada bàsicament a l'agricultura.

## Aracilum
Aracilum o Araceli fou una antigua ciutat dels vascons que és l'actual Huarte-Araquil. Era una mansió que se situava a la Vall d'Araquil en una fèrtil horta que té la serra de Aralar al nord, estant la zona banyada pel riu Huarte-Araquil. La comarca era predominantment ramadera.

## Balsio
Balsio o Balsione fou una ciutat dels vascons esmentada als Itineraris on apareix amb els nom Balsione, Belisone (o Bellisone) i Belsione. A "España Sagrada" de José de la Canal, Pedro Sainz de Baranda, Vicente de la Fuente, s'identifica la ciutat amb Cortes de Navarra.

## Barbanana
Barbanana fou una ciutat o mansió dels vascons esmentada als Itineraris amb aquest nom o amb els de Barbariana o Barberana. S'indica que estava a 32000 passos (unes 8 legues) de Corella.

## Bituris
Bituris fou una antiga ciutat dels vascons que podria ser l'actual Vidaureto o Vidaurreta, a l'oest de Pamplona, a la riba dreta del riu Arga, a la Vall d'Echauri, i entre Azcona i Echauri, enmig d'una zona montuosa.

## Calagurris
Calagurris fou una ciutat dels vascons a la Hispània Tarraconense. Era construïda a un turó a la vora de l'Ebre, a la riba del riu Cidacos, a la via entre Cesaragusta i Legio VII Gemina (Lleó), en un terreny pla, salitrós i fort, on podien cultivar-se cereals, fruites i hortalisses, i on segurament hi havia també cultius de vinya i oliveres.

## Cara
Cara fou una antiga ciutat dels vascons, probablement l'actual Santacara, situada a una plana, en una zona banyada pel riu Aragó.

## Cascantum
Cascantum fou una antiga ciutat dels vascons corresponen a l'actual Cascante. Fou una ciutat celtibera ocupada o repoblada per vascons o potser cedida a ells pels romans. La ciutat s'ubicava en el marge esquerre del riu Quilez en un terreny fèrtil que produïa cànem, cereals, hortalisses, fruites i on també existien oliveres i vinya. Va haver de ser una ciutat important, car arribà a encunyar moneda en temps de Tiberi.

## Curnonium
Curnonium fou una antiga ciutat dels vascons, prop de l'actual Mendavia, entre Calahorra i Logronyo, ciutat que va subsistir segurament fins a l'època medieval quan portava el nom de Cornònio.

## Ergavia
Ergavia fou una antiga ciutat dels vascons, potser l'actual Artavia o potser el despoblat de Yerga en el monticle on va estar el Monestir de Fitero. Cal no confondre-la amb Ercavica o Ergavica, a l'actual província de Conca.

## Forum Gallorum
Forum Gallorum fou una ciutat poblada per vascons a la via de Saragossa a Lescar, però la situació exacta de la qual es desconeix. És esmentada a l'Itinerari d'Antoní i a l'anònim de Ravenna, i podria ser Gurrea de Gállego. Fòrum Gallorum seria doncs un nucli comercial a la riba del modern riu Sotón, on queden restes d'un antic pont romà.

## Graccurris
Graccurris fou una antiga ciutat dels vascons que correspon probablement a l'actual Alfaro, i que abans de la seva refundació pels romans es deia Ilurcis i va rebre el nom en honor de Sempronius Gracchus.

## Iaca
Iaca fou una antiga ciutat dels vascons. És l'actual Jaca; s'ubicava en un turó a uns 800 metres d'altura, al nord de la Peña de Uruel i al sud de Canfranc, a prop del riu Aragó. Encara que capital dels iacetans, considerats ibers emparentats amb els aquitans, Claudi Ptolemeu la situa entre les ciutats vascones, el que indicaria una semblança d'aspecte, llengua i societat, motivat potser pel veïnatge dels pobles, la iberització superficial dels vascons i la progressiva vasconització dels iacetans no sotmesos a la influència llatina, o bé indicaria que el poble dels iacetans era un grup emparentat als vascons i als aquitans, no necessàriament iber encara que sí més o menys iberitzat.

## Iluberri
Iluberri fou una antiga ciutat dels vascons, l'actual Lumbier, ciutat en decadència que va haver de ser important abans de l'època romana. S'ha suposat que fora la capital dels ilumberitans, grup emparentat als iacetans i aquitans, o bé als vascons. Probablement va deure la seva decadència a la fundació de Pamplona. Les seves fonts minerals (Iturbero i Batueco) i la seva situació geogràfica van evitar la seva total despoblació. En el seu terme s'han trobat monedes i mosaics romans.

## Iturrissa
Iturrissa, fou una ciutat vascona que no ha pogut ser identificada, i que se situava entre Pamplona i els Pirineus, a la via d'Astorga cap a Aquitània, probablement prop de l'actual Espinal. Per l'Itinerari d'Antoní (on se la designa com a Turissa se sap que constituïa una mansió de la via entre Astorga i Bordeus. El seu nom podia significar "moltes fonts".

## Muscària
Muscària (llatí Muscaria) fou una antiga ciutat dels vascons, que no ha pogut identificar-se ni ubicar-se, encara que alguns autors pretenen identificar-la amb Tudela, però que és més probable que sigui prop de Lodosa, a l'oest d'Alfaro, i que segurament devia el seu nom que havia a la zona molts mosquits, significant el seu nom "Ciutat dels Mosquits". Lodosa se situa a 33 quilòmetres de Lizarra, a ribes de l'Ebre, en un terreny fèrtil amb les produccions pròpies de la zona de l'Ebre (cereals, cànem, fruita, hortalisses, vinyes, oliveres), conservant-se vestigis d'un antic pont romà. La ciutat està reclinada en una enorme mola calcària els extrems de la qual avancen fins al riu.

## Nemanturissa
Nemanturissa fou una antiga ciutat dels vascons, probablement prop de l'actual Sofuentes, propera al riu Sos, on fins i tot són visibles algunes ruïnes romanes, restes de grans edificis i columnes i on s'han trobat algunes inscripcions. Ptolemeu la va situar entre Iaca i Pamplona.

## Oiaso
Oiaso fou una antiga ciutat dels vascons, que és l'actual Oyarzun. Com que es diu que aquesta era una ciutat vascona, la notícia de Pomponi Mela que els vàrduls arribaven fins als Pirineus seria errònia.

## Pompelon
Pompelon o Pompaelo fou el nom romà de l'actual Pamplona. La ciutat fou fundada per Pompeu el 75 aC i va constituir la capital dels vascons. La ciutat va anar creixent en importància, com centre de tota la zona i a causa de l'augment de població. Des de Pompelon la via que des d'Astorga duia a Bordeus, arribava fins a Donibane Lohizune, sens dubte mitjançant Roncesvalls.

## Setia
Setia o Segia fou una antiga ciutat dels vascons, possiblement l'actual Ejea de los Caballeros. Ptolemeu l'esmenta com Setia (segons les transcripcions) però es creu que es tracta d'un error (de fet existia una Setia a la Bètica) i que en realitat havia de dir Segia.
La ciutat se situaria a la confluència entre els rius Arba de Luesia i Arba de Biel en un terreny inclinat amb uns turons en ascens progressiu.
- Per la ciutat del Latium vegeu Sètia

## Tarraga
Tarraga o Tàrraga, l'actual Larraga, fou una antiga ciutat dels vascons que sembla haver gaudit de la consideració de municipi romà. L'actual ciutat se situa a una altura al costat d'un pla regat pel riu Arga, i en una zona amb molins d'oli i farina.

## Tutela
Tutela fou una antiga ciutat dels vascons. És l'actual Tudela, ciutat fundada probablement per Roma, i poblada per celtibers, vascons, ibers i d'altres grups, àmpliament romanitzats. De l'època romana s'han trobat nombrosos vestigis, incloent una alcassaba o ciutadella a la zona occidental. Situada a la riba dreta de l'Ebre i a l'est dels Montes de Cierzo, en un camp regat per alguns barrancs (Las Limas i San Gregorio), pel rierol Mediavilla i pel riu Queiles, que desemboca en l'Ebre, a la confluència del qual va sorgir la primitiva Tutela. El pont de pedra que travessava l'Ebre va ser construït pels romans i es prolongava per una via cap als dos costats.

## Vareia
Vareia fou una antiga ciutat dels vascons que és l'actual Varea, prop de Logronyo, a la via romana de Saragossa a Astorga per Briviesca. Estava situada a la dreta dels rius Ebre i Iregua.